# Gare de Medjez
La gare de Medjez est une gare ferroviaire algérienne située sur le territoire de la commune de M'Sila, dans la wilaya de M'Sila.

## Situation ferroviaire
La gare est située à l'extrême nord du territoire de la commune de M'Sila, sur la ligne de Bordj Bou Arreridj à M'Sila, à la limite entre la wilaya de Bordj Bou Arreridj et celle de M'Sila, non loin du village de Medjez (commune d'El Ach) dont la gare porte le nom. Elle est précédée de la gare de Bordj Bou Arreridj et suivie de celle de M'Sila.

## Service des voyageurs

### Desserte
La gare de Medjez est desservie par les trains régionaux de la liaison Bordj Bou Arreridj - Tissemsilt,.